# Bardar
Bardar è un comune della Moldavia situato nel distretto di Ialoveni di 5.010 abitanti al censimento del 2004